# Gustavslund
Gustavslund är en stadsdel i Helsingborgs östra ytterkant. Sitt namn har den fått av gården Gustavslund som fortfarande finns kvar i området. Den 31 december 2020 hade statistikområdet Gustavslund 4 735 invånare.

## Stadsbild
Stadsdelen avgränsas i norr mot Adolfsberg av Fältarpsvägen och mot Dalhem av Vasatorpsvägen. Södra Hunnetorpsvägen avgränsar i väster mot Eskilsminne, Clausgatan i söder mot Ramlösa och E6 i öster. 
Stadsdelen domineras i sin helhet av småhusbebyggelse, såsom villor, kedjehus och radhus. De västra delarna byggdes ut etappvis under 1960-, 1970- och 1980-talen. De äldre områdena består av en gatustruktur typiska för sin tid med huvudgator från vilka säckgator strålar och bildar olika kvarter. De nyare områdena har däremot oftare en gatustruktur bestående av fler sammanbundna gator. Området är inte färdigbebyggt och utökas successivt med tiden. De nyaste områdena ligger i öster, bland annat Ramlösagården söder om Gustavslundsvägen. För närvarande finns planer på att bygga ut området mellan Gustavslunds gård och Österleden, med plan av arkitekt Gunilla Svensson. En mindre etapp bestående av 58 bostäder har utförts och vidare utbyggnad är planerad.

## Historik
Arkeologiska spår som grävts ut i området tyder på att det funnits flera bosättningar vid Gustavslund under förhistorisk tid. Dessa bosättningar sträcker sig tillbaka till senneolitikum och bronsåldern. Vid undersökningar utförda i Ramlösagården söder om Gustavslund har man hittat två gårdslägen och år 2000 undersöktes ett område söder om Gustavslundsvägen som visade på bosättningar från järnåldern. En utgrävning från 2005 visade på spår från en boplats från äldre järnåldern tillsammans med boplatslämningar från flera olika tidsåldrar daterade så långt tillbaka som mellanmesolitikum.
I stadsdelens sydvästra hörn, vid korsningen mellan nuvarande Ramlösavägen/Gustavslundsvägen och Lagmansgatan/Södra Hunnetorpsvägen låg under medeltiden byn Västra Ramlösa. Byn omnämns för första gången i skrift år 1349 i Diplomatorium Danicum som Ramfløse. Ortnamnets efterled, "-lösa", antyder dock att orten kan härstamma från förhistorisk tid. En utgrävning utförd 2007 för att ge viss klarhet omkring ortens ursprung, men utgrävningsområdena var så störda att man fann ytterst få lämningar av värde.
Den nuvarande gården Gustavslund hette tidigare Mårtenstorp och omnämns 1792 genom en karta över gårdens ägor, benämnd Charta öfver utsockne Frälse Mårtenstorps Ägor. Gårdens mangårdsbyggnad uppfördes år 1800. Själva stadsdelen började byggas ut från 1960-talet med småhusbebyggelse.

## Befolkningsutveckling
| Befolkningsutvecklingen i Gustavslund 2000–2020 | Befolkningsutvecklingen i Gustavslund 2000–2020 | Befolkningsutvecklingen i Gustavslund 2000–2020 | Befolkningsutvecklingen i Gustavslund 2000–2020 | Befolkningsutvecklingen i Gustavslund 2000–2020 |
| ----------------------------------------------- | ----------------------------------------------- | ----------------------------------------------- | ----------------------------------------------- | ----------------------------------------------- |
|                                                 |                                                 |                                                 |                                                 |                                                 |
| År                                              |                                                 |                                                 | Folkmängd                                       |                                                 |
| 2000                                            | 2000                                            |                                                 | 2 355                                           |                                                 |
| 2001                                            | 2001                                            |                                                 | 2 376                                           |                                                 |
| 2002                                            | 2002                                            |                                                 | 2 378                                           |                                                 |
| 2003                                            | 2003                                            |                                                 | 2 554                                           |                                                 |
| 2004                                            | 2004                                            |                                                 | 2 689                                           |                                                 |
| 2005                                            | 2005                                            |                                                 | 2 772                                           |                                                 |
| 2006                                            | 2006                                            |                                                 | 2 803                                           |                                                 |
| 2007                                            | 2007                                            |                                                 | 2 839                                           |                                                 |
| 2008                                            | 2008                                            |                                                 | 2 902                                           |                                                 |
| 2009                                            | 2009                                            |                                                 | 2 966                                           |                                                 |
| 2010                                            | 2010                                            |                                                 | 2 949                                           |                                                 |
| 2011                                            | 2011                                            |                                                 | 3 028                                           |                                                 |
| 2012                                            | 2012                                            |                                                 | 3 061                                           |                                                 |
| 2013                                            | 2013                                            |                                                 | 3 073                                           |                                                 |
| 2014                                            | 2014                                            |                                                 | 3 513                                           |                                                 |
| 2015                                            | 2015                                            |                                                 | 3 599                                           |                                                 |
| 2016                                            | 2016                                            |                                                 | 3 705                                           |                                                 |
| 2017                                            | 2017                                            |                                                 | 3 947                                           |                                                 |
| 2018                                            | 2018                                            |                                                 | 4 210                                           |                                                 |
| 2019                                            | 2019                                            |                                                 | 4 482                                           |                                                 |
| 2020                                            | 2020                                            |                                                 | 4 735                                           |                                                 |

## Demografi

### Befolkningssammansättning
Statistikområdet Gustavslund hade 4 735 invånare den 31 december 2020, vilket utgjorde 4,2 % av befolkningen i hela Helsingborgs tätort (här alla statistikområden i Helsingborgs kommuns innerområde, motsvarande Helsingborgs tätort inklusive vissa närliggande småorter). Medelåldern var vid samma tid 36,6 år, vilket var lägre än medelåldern för resterande Helsingborg. Åldersfördelningen återspeglar stadsdelens ställning som villaförort med stor andel barnfamiljer, med en större andel barn mellan 0 och 19 år, samt personer i åldern 30 till 49 år. Den största åldersgruppen inom statistikområdet var 0 till 9 år med 17,6 % av befolkningen, och efter Drottninghög var Gustavslund den stadsdel med näst högst andel av denna åldersgrupp i staden. Personer i åldern 20 till 29 år var dock kraftigt underrepresenterade.
Andelen personer med utländsk bakgrund, alltså personer som antingen är födda utanför Sverige eller har föräldrar som båda är födda utanför Sverige, var inom statistikområdet 15,9 %, vilket var avsevärt lägre än andelen för övriga Helsingborg med 30,3 %. Av de invånare som är födda utanför Sverige hade Gustavslund en något högre andel personer födda i Norden och övriga Europa än genomsnittet för staden och en lägre andel födda i övriga Världen.
| Åldersfördelning (2020) |        |  |  |  |
| Åldersgrupp             | Andel  |  |  |  |
| 0–9                     | 17,6 % |  |  |  |
| 0–9                     | 11,5 % |  |  |  |
| 10–19                   | 14,3 % |  |  |  |
| 10–19                   | 10,7 % |  |  |  |
| 20–29                   | 8,1 %  |  |  |  |
| 20–29                   | 14,7 % |  |  |  |
| 30–39                   | 15,5 % |  |  |  |
| 30–39                   | 14,1 % |  |  |  |
| 40–49                   | 15,2 % |  |  |  |
| 40–49                   | 12,1 % |  |  |  |
| 50–59                   | 11,4 % |  |  |  |
| 50–59                   | 12,5 % |  |  |  |
| 60–69                   | 7,8 %  |  |  |  |
| 60–69                   | 10,3 % |  |  |  |
| 70–79                   | 6,5 %  |  |  |  |
| 70–79                   | 8,8 %  |  |  |  |
| 80–                     | 3,6 %  |  |  |  |
| 80–                     | 5,1 %  |  |  |  |
|                         |        |  |  |  |
|                         |        |  |  |  |
| Medelålder              | 36,6   |  |  |  |
| Medelålder              | 40,7   |  |  |  |

| Utländsk bakgrund (2020)                |        |  |  |  |
|                                         |        |  |  |  |
| Andel                                   | 15,9 % |  |  |  |
| Andel                                   | 30,3 % |  |  |  |
| Födelseland (för födda utanför Sverige) |        |  |  |  |
| Region                                  | Andel  |  |  |  |
| Övriga Norden                           | 9,1 %  |  |  |  |
| Övriga Norden                           | 7,3 %  |  |  |  |
| Övriga Europa                           | 42,9 % |  |  |  |
| Övriga Europa                           | 37,8 % |  |  |  |
| Övriga Världen                          | 48,1 % |  |  |  |
| Övriga Världen                          | 54,8 % |  |  |  |

### Utbildning och inkomst
Befolkningen på Gustavslund hade den 31 december 2020 en högre utbildningsnivå än Helsingborg som helhet. Andelen invånare mellan 20 och 64 år med endast förgymnasial utbildning låg betydligt under genomsnittet för staden och andelen med eftergymnasial utbildning var högre än genomsnittet. Störst var andelen med eftergymnasial utbildning på 3 år eller högre, med 34,4 %. Detta var den fjärde högsta i staden efter Tågaborg Norra, Råå och Fältabacken. Medelinkomsten för statistikområdet uppgick 2020 till 454 800 kronor jämfört med 402 800 kronor för Helsingborg som helhet. Kvinnornas medelinkomst uppgick till 75,3 % av männens, vilket var en högre löneskillnad mellan könen än för hela Helsingborgs tätort där andelen uppgick till ungefär 80 %. Efter Tågaborg Norra och Ramlösa var Gustavslund den stadsdel med högst löneskillnad mellan könen.
| Utbildningsnivå (2020) |        |  |  |  |
| Utbildning             | Andel  |  |  |  |
| Förgymnasial           | 6,3 %  |  |  |  |
| Förgymnasial           | 13,2 % |  |  |  |
| Gymnasial (≤2 år)      | 14,1 % |  |  |  |
| Gymnasial (≤2 år)      | 16,8 % |  |  |  |
| Gymnasial (3 år)       | 26,1 % |  |  |  |
| Gymnasial (3 år)       | 25,8 % |  |  |  |
| Eftergymn. (<3 år)     | 17,8 % |  |  |  |
| Eftergymn. (<3 år)     | 16,8 % |  |  |  |
| Eftergymn. (≥3 år)     | 34,4 % |  |  |  |
| Eftergymn. (≥3 år)     | 24,4 % |  |  |  |
| Ingen uppgift          | 1,4 %  |  |  |  |
| Ingen uppgift          | 3,0 %  |  |  |  |

| Förvärvsinkomst (2020) |         |  |  |  |
| Kön                    | Inkomst |  |  |  |
| Kvinnor                | 391,2   |  |  |  |
| Kvinnor                | 356,9   |  |  |  |
| Män                    | 519,3   |  |  |  |
| Män                    | 446,6   |  |  |  |
| Samtliga               | 454,8   |  |  |  |
| Samtliga               | 402,8   |  |  |  |

### Sysselsättning och hälsa
Arbetslösheten för personer mellan 20 och 64 år uppgick år 2011 till totalt 3,8 %, vilket var lägre än genomsnittet för Helsingborg och den lägsta arbetslöshetssiffran bland alla stadens stadsdelar. Gustavslund hade även den lägsta arbetslöshetssiffran bland män i staden med 3,3 %, medan arbetslösheten för kvinnor var något högre på 4,3 %, den femte lägsta i staden. Den öppna arbetslösheten uppgick 2020 till 2,4 %. Andelen förvärvsarbetande uppgick 2019 till totalt 87,7 %. Av de förvärvsarbetande i stadsdelen pendlade 2 007 personer till arbeten utanför stadsdelen, medan 3 497 personer pendlade in till arbeten inom stadsdelen från boende utanför Gustavslund.
Det genomsnittliga antalet utbetalda dagar med sjukpenning, arbetsskadesjukpenning, rehabiliteringspenning, sjukersättning och aktivitetsersättning från socialförsäkringen för stadsdelen uppgick år 2020 till 15 dagar, vilket var betydligt lägre än de 23 dagar som gällde för Helsingborg som helhet. Ohälsotalet var större för kvinnorna än för männen, men för båda könen låg det avsevärt under genomsnittet för staden som helhet och Gustavslund hade näst lägst ohälsotal bland kvinnor efter Fältabacken och Eskilsminne.
| Arbetslöshet (2020) |        |  |  |  |
| Kön                 | Andel  |  |  |  |
| Kvinnor             | 4,3 %  |  |  |  |
| Kvinnor             | 9,8 %  |  |  |  |
| Män                 | 3,3 %  |  |  |  |
| Män                 | 10,2 % |  |  |  |
| Samtliga            | 3,8 %  |  |  |  |
| Samtliga            | 11,1 % |  |  |  |

| Ohälsotal (2020) |       |  |  |  |
| Kön              | Dagar |  |  |  |
| Kvinnor          | 18    |  |  |  |
| Kvinnor          | 27    |  |  |  |
| Män              | 11    |  |  |  |
| Män              | 19    |  |  |  |
| Samtliga         | 15    |  |  |  |
| Samtliga         | 23    |  |  |  |